# Paul Harnesk
Paul Elof Harnesk, född 30 mars 1903 i Överluleå församling, död 21 juli 1965 i Uppsala, var en svensk bibliotekarie och redaktör.
Harnesk, som var son till fotografen Jacob Harnesk och Clara Holm, avlade studentexamen i Luleå 1924, blev filosofie kandidat 1928, filosofie magister 1929 och filosofie licentiat 1936. Han blev assistent vid Uppsala stadsbibliotek 1928, stadsbibliotekarie 1930 och centralbibliotekarie  1945. Han var ledamot av styrelsen för J.A. Lindblads förlag, biträdande litterär granskare där från 1938 och senare förlagschef för Bokförlaget Spegeln AB. Han var styrelseledamot i Uppsala läns bildningsförbund från 1946 och senare i Bibliotekstjänst. Han företog resor till Belgien, Frankrike och Tyskland 1925 samt Tyskland och Polen 1930 och 1931 (med stipendium från Svensk-polska föreningen i Stockholm) och på uppdrag av Svenska Institutet höll han föreläsningar på polska flyktingläger hösten 1945. 
Harnesk utgav Uppsala stadsbibliotek (minnesskrift, 1941), var medutgivare av Svenskt författarlexikon 1900–1940, medarbetare i Svensk bokkalender från 1946, i Nordiskt lexikon för bokväsen från 1945  och var huvudredaktör för Vem är Vem från 1944. Han skrev även diverse artiklar i tidningar och tidskrifter.